# Lorenzo Ghizzoni
Lorenzo Ghizzoni (* 3. dubna 1955 Campagnola Emilia) je italský římskokatolický duchovní a arcibiskup Ravenny-Cervii.

## Život
Narodil se 3. dubna 1955 v Campagnola Emilia.
Vstoupil do kněžského semináře v Reggio Emilia. Po teologickém studiu byl 14. září 1979 biskupem Gilbertem Baronim vysvěcen na kněze a inkardinován do diecéze Reggio Emilia-Guastalla. Následně odešel do Říma, kde se věnoval studiu kanonického práva a psychologie na Papežské univerzitě Gregoriana. Po svém návratu roku 1984 se stal profesorem kanonického práva v semináři a profesorem psychologie na Institutu náboženských věd. Stejný rok byl jmenován biskupským kancléřem.
Zastával funkci defensora vinculi diecézního soudu a v letech 1994–2006 funkci rektora diecézního semináře. Od 1996 vedl diecézní centrum povolání. Dne 17. února 2006 jej papež Benedikt XVI. jmenoval pomocným biskupem diecéze Reggio Emilia-Guastalla a titulárním biskupem z Ottany. Biskupské svěcení přijal 29. dubna z rukou biskupa Adriana Caprioliho a spolusvětiteli byli biskup Luciano Monari a biskup Giovanni Paolo Gibertini. Stejný rok byl ustanoven generálním vikářem.
Dne 17. listopadu 2012 byl papežem jmenován Metropolitním arcibiskupem Ravenny-Cervii a 29. června následujícího roku obdržel od papeže pallium.